# Copa Libertadores 1984
Die Copa Libertadores 1984 war die 25. Auflage des wichtigsten südamerikanischen Fußballwettbewerbs für Vereinsmannschaften. 21 Mannschaften nahmen teil; jeweils die Landesmeister der CONMEBOL-Länder und die Zweiten. Das Teilnehmerfeld komplettierte Titelverteidiger Grêmio Porto Alegre. Das Turnier begann am 11. Februar und endete am 27. Juli 1984 mit dem Final-Rückspiel. Der argentinische Vertreter CA Independiente gewann das Finale gegen Grêmio Porto Alegre und baute mit seinem insgesamt siebten Titel seinen Rekord aus.

## 1. Gruppenphase

### Gruppe 1
| Pl. | Verein                  | Sp. | S | U | N | Tore    | Diff. | Punkte |
| --- | ----------------------- | --- | - | - | - | ------- | ----- | ------ |
| 1.  | CA Independiente        | 6   | 4 | 1 | 1 | 011:500 | +6    | 09     |
| 2.  | Club Olimpia            | 6   | 4 | 1 | 1 | 008:500 | +3    | 09     |
| 3.  | Sportivo Luqueño        | 6   | 0 | 3 | 3 | 002:600 | −4    | 03     |
| 4.  | Estudiantes de La Plata | 6   | 0 | 3 | 3 | 004:900 | −5    | 03     |

|                         |   |                         | Hinspiel | Rückspiel |
| ----------------------- | - | ----------------------- | -------- | --------- |
| Estudiantes de La Plata | - | CA Independiente        | 1:1      | 1:4       |
| Club Olimpia            | - | Sportivo Luqueño        | 0:0      | 2:1       |
| Sportivo Luqueño        | - | CA Independiente        | 0:1      | 0:2       |
| Club Olimpia            | - | CA Independiente        | 1:0      | 2:3       |
| Sportivo Luqueño        | - | Estudiantes de La Plata | 0:0      | 1:1       |
| Club Olimpia            | - | Estudiantes de La Plata | 2:1      | 1:0       |

### Gruppe 2
| Pl. | Verein                  | Sp. | S | U | N | Tore    | Diff. | Punkte |
| --- | ----------------------- | --- | - | - | - | ------- | ----- | ------ |
| 1.  | CD Universidad Católica | 6   | 4 | 1 | 1 | 011:600 | +5    | 09     |
| 2.  | Club Blooming           | 6   | 3 | 2 | 1 | 010:800 | +2    | 08     |
| 3.  | Club Bolívar            | 6   | 2 | 2 | 2 | 011:800 | +3    | 06     |
| 4.  | CD O’Higgins            | 6   | 0 | 1 | 5 | 006:160 | −10   | 01     |

|                         |   |                         | Hinspiel | Rückspiel |
| ----------------------- | - | ----------------------- | -------- | --------- |
| CD Universidad Católica | - | CD O’Higgins            | 2:0      | 2:0       |
| Club Bolívar            | - | Club Blooming           | 0:0      | 1:2       |
| Club Bolívar            | - | CD Universidad Católica | 3:2      | 2:3       |
| Club Blooming           | - | CD Universidad Católica | 1:2      | 0:0       |
| Club Blooming           | - | CD O’Higgins            | 3:2      | 4:3       |
| Club Bolívar            | - | CD O’Higgins            | 5:1      | 0:0       |

### Gruppe 3
| Pl. | Verein                  | Sp. | S | U | N | Tore    | Diff. | Punkte |
| --- | ----------------------- | --- | - | - | - | ------- | ----- | ------ |
| 1.  | Flamengo Rio de Janeiro | 6   | 5 | 1 | 0 | 019:600 | +13   | 11     |
| 2.  | América de Cali         | 6   | 3 | 1 | 2 | 008:900 | −1    | 07     |
| 3.  | Atlético Junior         | 6   | 2 | 0 | 4 | 009:120 | −3    | 04     |
| 4.  | FC Santos               | 6   | 1 | 0 | 5 | 005:140 | −9    | 02     |

|                         |   |                         | Hinspiel | Rückspiel |
| ----------------------- | - | ----------------------- | -------- | --------- |
| Flamengo Rio de Janeiro | - | FC Santos               | 4:1      | 5:0       |
| América de Cali         | - | Atlético Junior         | 2:0      | 1:4       |
| América de Cali         | - | Flamengo Rio de Janeiro | 1:1      | 2:4       |
| Atlético Junior         | - | Flamengo Rio de Janeiro | 1:2      | 1:3       |
| Atlético Junior         | - | FC Santos               | 0:3      | 3:1       |
| América de Cali         | - | FC Santos               | 1:0      | 1:0       |

### Gruppe 4
| Pl. | Verein              | Sp. | S | U | N | Tore    | Diff. | Punkte |
| --- | ------------------- | --- | - | - | - | ------- | ----- | ------ |
| 1.  | Nacional Montevideo | 6   | 4 | 1 | 1 | 013:500 | +8    | 09     |
| 2.  | CD El Nacional      | 6   | 3 | 2 | 1 | 012:600 | +6    | 08     |
| 3.  | Danubio FC          | 6   | 2 | 1 | 3 | 008:800 | ±0    | 05     |
| 4.  | 9 de Octubre        | 6   | 0 | 2 | 4 | 007:210 | −14   | 02     |

|                |   |                     | Hinspiel | Rückspiel |
| -------------- | - | ------------------- | -------- | --------- |
| Danubio FC     | - | Nacional Montevideo | 0:1      | 0:1       |
| CD El Nacional | - | 9 de Octubre        | 3:1      | 2:2       |
| 9 de Octubre   | - | Danubio FC          | 2:2      | 1:5       |
| CD El Nacional | - | Nacional Montevideo | 3:1      | 1:1       |
| 9 de Octubre   | - | Nacional Montevideo | 1:3      | 0:6       |
| CD El Nacional | - | Danubio FC          | 3:2      | 0:1       |

### Gruppe 5
| Pl. | Verein                      | Sp. | S | U | N | Tore    | Diff. | Punkte |
| --- | --------------------------- | --- | - | - | - | ------- | ----- | ------ |
| 1.  | Universidad de Los Andes FC | 6   | 4 | 0 | 2 | 006:400 | +2    | 08     |
| 1.  | Sporting Cristal            | 6   | 4 | 0 | 2 | 008:600 | +2    | 08     |
| 3.  | Portuguesa FC               | 6   | 3 | 0 | 3 | 009:700 | +2    | 06     |
| 4.  | FBC Melgar                  | 6   | 1 | 0 | 5 | 005:110 | −6    | 02     |

|                             |   |                  | Hinspiel | Rückspiel |
| --------------------------- | - | ---------------- | -------- | --------- |
| Sporting Cristal            | - | FBC Melgar       | 3:2      | 0:2       |
| Universidad de Los Andes FC | - | Portuguesa FC    | 2:0      | 2:1       |
| Portuguesa FC               | - | Sporting Cristal | 1:0      | 1:2       |
| Universidad de Los Andes FC | - | FBC Melgar       | 1:0      | 1:0       |
| Portuguesa FC               | - | FBC Melgar       | 4:0      | 2:1       |
| Universidad de Los Andes FC | - | Sporting Cristal | 0:1      | 0:2       |

#### Entscheidungsspiel um den Gruppensieg
|                             | Ergebnis |                  |
| --------------------------- | -------- | ---------------- |
| Universidad de Los Andes FC | 2:1      | Sporting Cristal |

## 2. Gruppenphase

### Gruppe 1
| Pl. | Verein                  | Sp. | S | U | N | Tore    | Diff. | Punkte |
| --- | ----------------------- | --- | - | - | - | ------- | ----- | ------ |
| 1.  | CA Independiente        | 4   | 2 | 2 | 0 | 004:200 | +2    | 06     |
| 2.  | Nacional Montevideo     | 3   | 1 | 1 | 1 | 003:200 | +1    | 03     |
| 3.  | CD Universidad Católica | 3   | 0 | 1 | 2 | 001:400 | −3    | 01     |

|                         |   |                         | Hinspiel | Rückspiel |
| ----------------------- | - | ----------------------- | -------- | --------- |
| Nacional Montevideo     | - | Independiente           | 1:1      | 0:1       |
| CD Universidad Católica | - | Independiente           | 0:0      | 1:2       |
| Nacional Montevideo     | - | CD Universidad Católica | 2:0      | -         |

### Gruppe 2
| Pl. | Verein                      | Sp. | S | U | N | Tore    | Diff. | Punkte |
| --- | --------------------------- | --- | - | - | - | ------- | ----- | ------ |
| 1.  | Grêmio Porto Alegre         | 4   | 3 | 0 | 1 | 014:500 | +9    | 06     |
| 2.  | Flamengo Rio de Janeiro     | 4   | 3 | 0 | 1 | 009:700 | +2    | 06     |
| 3.  | Universidad de Los Andes FC | 4   | 0 | 0 | 4 | 002:130 | −11   | 0      |

|                             |   |                         | Hinspiel | Rückspiel |
| --------------------------- | - | ----------------------- | -------- | --------- |
| Grêmio Porto Alegre         | - | Flamengo Rio de Janeiro | 5:1      | 1:3       |
| Universidad de Los Andes FC | - | Flamengo Rio de Janeiro | 0:3      | 1:2       |
| Universidad de Los Andes FC | - | Grêmio Porto Alegre     | 0:2      | 1:6       |

## Finale

### Hinspiel
| Grêmio Porto Alegre                                                    | Grêmio Porto Alegre | CA Independiente | CA Independiente |
| ---------------------------------------------------------------------- | --- | --- | ---------------- |
| Grêmio Porto Alegre                                                    | \| 24. Juli 1984 in Porto Alegre, Brasilien (Estádio Olímpico Monumental) \| \| Ergebnis: 0:1 (0:1) \| \| Zuschauer: 75.000 \| \| Schiedsrichter: Juan Daniel Cardellino ( Uruguay) \| | \| 24. Juli 1984 in Porto Alegre, Brasilien (Estádio Olímpico Monumental) \| \| Ergebnis: 0:1 (0:1) \| \| Zuschauer: 75.000 \| \| Schiedsrichter: Juan Daniel Cardellino ( Uruguay) \|                                                 | CA Independiente |
| Grêmio Porto Alegre                                                    | João Marcos – Paulo César, Baidek, Hugo de León, Casemiro, China, Osvaldo, Luis Carlos, Renato Gaúcho, Guilherme (Gilson), Tarciso Cheftrainer: Valdir Espinosa                        | Carlos Goyén – Néstor Clausen, Hugo Villaverde, Enzo Trossero, Carlos Enrique, Ricardo Giusti, Claudio Marangoni, Ricardo Bochini, Jorge Burruchaga, Sergio Bufarini, Alejandro Barberón (Gerardo Reinoso) Cheftrainer: José Pastoriza | CA Independiente |
| Grêmio Porto Alegre                                                    | 0:1 Jorge Burruchaga (24.) | | CA Independiente |
| 24. Juli 1984 in Porto Alegre, Brasilien (Estádio Olímpico Monumental) | | |                  |
| Ergebnis: 0:1 (0:1)                                                    | | |                  |
| Zuschauer: 75.000                                                      | | |                  |
| Schiedsrichter: Juan Daniel Cardellino ( Uruguay)                      | | |                  |

### Rückspiel
| CA Independiente                                                     | CA Independiente | Grêmio Porto Alegre | Grêmio Porto Alegre |
| -------------------------------------------------------------------- | --- | --- | ------------------- |
| CA Independiente                                                     | \| 27. Juli 1984 in Avellaneda, Argentinien (Estadio Almirante Cordero) \| \| Ergebnis: 0:0 \| \| Zuschauer: 60.000 \| \| Schiedsrichter: Mario Lira ( Chile) \|                                                                          | \| 27. Juli 1984 in Avellaneda, Argentinien (Estadio Almirante Cordero) \| \| Ergebnis: 0:0 \| \| Zuschauer: 60.000 \| \| Schiedsrichter: Mario Lira ( Chile) \| | Grêmio Porto Alegre |
| CA Independiente                                                     | Carlos Goyén – Néstor Clausen (Rodolfo Zimmermann), Hugo Villaverde, Enzo Trossero, Carlos Enrique, Ricardo Giusti, Claudio Marangoni, Ricardo Bochini, Jorge Burruchaga, Sergio Bufarini, Alejandro Barberón Cheftrainer: José Pastoriza | João Marcos – Paulo César, Baidek, Hugo de León, Casemiro, China, Osvaldo, Luis Carlos, Renato Gaúcho, Guilherme, Tarciso Cheftrainer: Valdir Espinosa           | Grêmio Porto Alegre |
| 27. Juli 1984 in Avellaneda, Argentinien (Estadio Almirante Cordero) | | |                     |
| Ergebnis: 0:0                                                        | | |                     |
| Zuschauer: 60.000                                                    | | |                     |
| Schiedsrichter: Mario Lira ( Chile)                                  | | |                     |